# IHF Super Globe de 1997
O IHF Super Globe de 1997 foi a primeira edição do torneio de clubes continentais, sediado em Viena e Wiener Neustadt, Áustria, entre os dias 1 a 8 de junho.
O CB Cantabria foi o campeão do torneio inaugural.

## Classificação final
| Ranking | Clube               | Nação         | Confederação |
| ------- | ------------------- | ------------- | ------------ |
| 1       | CB Cantabria        | Espanha       | EHF          |
| 2       | Drammen HK          | Noruega       | EHF          |
| 3       | Doosan KyungWol     | Coreia do Sul | AHF          |
| 4       | HC Bruck            | Áustria       | EHF          |
| 5       | Osakidenki Tokyo    | Japão         | AHF          |
| 6       | Metodista São Paulo | Brasil        | PATHF        |
| 7       | MC Alger            | Argélia       | CAHB         |
| 8       | KAC Marrakech       | Marrocos      | CAHB         |